# Horischni Scheriwzi
Horishni Scheriwzi (ukrainisch: Горішні Шерівці; rumänisch: Șerăuții de Sus; deutsch: Ober-Scheroutz oder Slobodzia) ist eine Gemeinde im Oblast Tscherniwzi in der Ukraine.
Die Gemeinde beherbergt eine Hromada.
Am 12. Juni 2020 wurde das Dorf zum Zentrum der neu gegründeten Landgemeinde Horischni Scheriwzi (Горішньошеровецька сільська громада/Horischnjoscherowezka silska hromada). Zu dieser zählten auch die 3 in der untenstehenden Tabelle aufgelistetenen Dörfer; bis dahin bildete es die Landratsgemeinde Horischni Scheriwzi (Горішньошеровецька сільська рада/Horischnjoscherowezka silska rada) im Rajon Sastawna.
Seit dem 17. Juli 2020 ist der Ort ein Teil des Rajons Tscherniwzi.
Folgende Orte sind neben dem Hauptort Horischni Scheriwzi Teil der Gemeinde:
| Name                     | Name       | Name                    | Name       | Name        |
| ukrainisch transkribiert | ukrainisch | russisch                | rumänisch  | deutsch     |
| ------------------------ | ---------- | ----------------------- | ---------- | ----------- |
| Sadubriwka               | Задубрівка | Задубровка (Sadubrowka) | Zadobruvca | Zadobrowka  |
| Schubranez               | Шубранець  | Шубранец                | Şubrăneşti | Schubranetz |
| Waslowiwzi               | Васловівці | Васлововцы (Waslowowzy) | Vaslăuţi   | Wasloutz    |